# Le Parisien
Le Parisien (El Parisino), es un periódico regional francés de propiedad del grupo Amaury. La sede y la imprenta se sitúan en Saint-Ouen (Sena-Saint-Denis). Primer diario sobre París e Île-de-France, incluye diez ediciones departamentales. Le Parisien publica una edición nacional titulada Aujourd'hui en France (Hoy en Francia).
Actualmente, su línea editorial es de centro derecha.

## Línea editorial
A partir de su creación en 1944 por Émilien Amaury, "Le Parisien libéré" ("El Parisiense liberado") se presenta como un "Diario popular de calidad". Sin embargo, a pesar de cronistas talentosos, sigue siendo sinónimo por mucho tiempo de prensa marginal, sensacionalista, inexacta y en buena medida populista.
Con el fin de romper esta imagen, del 25 de enero de 1986, el periódico cambió de nombre para convertirse simplemente en Le Parisien. Se imprime en adelante una parte de las páginas en color. Philippe Amaury, hijo de Emilien Amaury, entonces propietario del diario, se basa en los métodos de la comercialización para reconsiderar la línea editorial. Los artículos deben ser cortos pero bien escritos, con palabras simples, para que el lector comprenda todo y no se canse. Las ilustraciones, en particular las fotografías acompañando al texto, deberán ocupar por término medio un tercio de cada página editorial.
Para deshacerse de su pasado gaulista y diferenciarse de los diarios de opinión, la redacción suprime el editorial: Le Parisien no quiere defender más sus ideas, sino las de sus lectores. Los temas sobre la vida diaria y las preocupaciones de los franceses tienen prioridad por sobre las páginas internacionales. Rúbrica popular por excelencia, los distintos hechos son el corazón de Le Parisien. En diez años, se impone como uno de los mejores diarios de investigación franceses.
En la actualidad, Le Parisien es uno de los pocos diarios franceses que aumenta sus ventas y que resiste a los periódicos gratuitos.

## Historia
Le Parisien libéré se publica por primera vez el 22 de agosto de 1944. Su primer título fue: "La victoire de Paris est en marche" ! (¡"La victoria de París está en marcha!"), "La ville será finalement libérée trois jours plus tard" ("La ciudad será liberarada por fin en tres días más.") Émilien Amaury, miembro eminente de la Resistencia francesa, ya estaba en la aventura.
La crisis de 1970 es dramática para el diario que pierde la mitad de sus lectores. Una huelga de varios meses del Sindicato del Libro impidió toda publicación de Le Parisien libéré. Desde entonces, este periódico recupera, año por año, a sus lectores, a pesar de otros conflictos sindicales, en particular, entre 1975 y 1977. Una vez el año, a veces dos, se ha vuelto casi tradicional que en la imprenta se bloquee la salida de los ejemplares.
A raíz de la muerte de Émilien Amaury en 1977, el periódico es reanudado por su hijo Philippe que lo rebautiza Le Parisienen en 1985. Sin distinción de ediciones (Aujourd'hui en France incluido), el periódico sobrepasa hoy los 600.000 ejemplares diarios. Se impone como el primer diario parisiense.
Le Parisien y Aujourd'hui en France tienen una difusión acumulada de cerca de 500.000 ejemplares de media, en día de semana y 350.000 ejemplares el domingo.
El 23 de mayo de 2006, Philippe Amaury, presidente del grupo Amaury y director, muere como consecuencia de una larga enfermedad. El diario pierde uno de sus más grandes benefactores, conocido por haberlo reactivado, creado la edición nacional y las ediciones del domingo.
En enero de 2019, el grupo LVMH, líder mundial en lujo, aportó 83 millones de euros al Parisien.